# Dagus hermani
Dagus hermani är en tvåvingeart som beskrevs av Bill P.Stark 1993. Dagus hermani ingår i släktet Dagus och familjen vattenflugor.
Artens utbredningsområde är Dominikanska republiken. Inga underarter finns listade i Catalogue of Life.